# Euvelia
Euvelia is een geslacht van wantsen uit de familie beeklopers (Veliidae). Het geslacht werd voor het eerst wetenschappelijk beschreven door Carl John Drake in 1957.

## Soorten
Het genus bevat de volgende soorten:

- Euvelia advena Drake, 1957
- Euvelia concava J. Polhemus & D. Polhemus, 1984
- Euvelia discala J. Polhemus & D. Polhemus, 1984
- Euvelia lata J. Polhemus & D. Polhemus, 1984
- Euvelia mazzucconiae Aristizábal-García et al., 2015
- Euvelia meta Molano, Moreira & Morales, 2016
- Euvelia orinoquia Molano, Moreira & Morales, 2016